# Brain Cleaner
Brain Cleaner è un album in studio del gruppo musicale Mortification, pubblicato nel 2004 dalla Rowe Productions.

## Tracce
1. Boaconstrictor – 5:04
2. Too Much Pain – 3:36
3. Purest Intent – 4:05
4. Free as a Bird – 2:10
5. Brain Cleaner – 3:46
6. I'm Not Your Commodity – 4:27
7. The Flu Virus – 5:29
8. Livin' like a Zombie – 7:05
9. 12 Men – 2:14
10. Louder than the Devil – 5:03
11. E.D. – 3:20

## Formazione
- Steve Rowe - voce, basso
- Michael Jelinic - chitarra
- Mike Forsberg - batteria